# Lophodermium prunicola
Lophodermium prunicola är en svampart som beskrevs av Tehon ex Nannf. 1936. Lophodermium prunicola ingår i släktet Lophodermium och familjen Rhytismataceae.  Arten är reproducerande i Sverige. Inga underarter finns listade i Catalogue of Life.